# Joseph P. Addabbo Memorial híd
A Joseph P. Addabbo Memorial híd (korábban Északi csatorna híd), a New York-i Queensben található, déli irányból érinti Howard Beach-t, keresztül halad a Jamaica-öböl, Grassy-öböl részén, majd Broad Channel-nél végződik. A napi forgalom körülbelül 22 000 jármű. Mai nevét Joseph Patrick Addabbo New York-i politikusról kapta, aki képviselte a területet 1961-től 1986-ig az Egyesült Államok Képviselőházában.
A hidat teljes egészében az egykori Északi csatorna híd helyére építették, mivel a karbantartások miatt a korábbi híd állapota addig romlott, amíg már nem érte meg felújítani.
Jelenleg a híd karbantartója és üzemeltetője a New York City közlekedési hivatala.

## Külső hivatkozások
- Transportation Alternatives